# Leon Johnson (football)
Pour les articles homonymes, voir Léon Johnson et Johnson.
Leon Dean Johnson est un footballeur international grenadien né le 10 mai 1981 à Shoreditch en Londres, en Angleterre. Actuellement en quatrième division anglaise avec le Wycombe Wanderers FC, il évolue au poste de défenseur.